# Allogaster niger
Allogaster niger é uma espécie de coleóptero da tribo Achrysonini, com distribuição restrita à Nigéria.